# (3891) Werner
(3891) Werner est un astéroïde de la ceinture principale.

## Description
(3891) Werner est un astéroïde de la ceinture principale. Il fut découvert le 3 mars 1981 à Siding Spring par Schelte J. Bus. Il présente une orbite caractérisée par un demi-grand axe de 2,41 UA, une excentricité de 0,18 et une inclinaison de 1,6° par rapport à l'écliptique.

## Compléments